# Georgi Atanasow (kompozytor)
Georgi Atanasow, bułg. Георги Атанасов (ur. 18 maja 1881 w Płowdiwie, zm. 17 listopada 1931 w Fasano) – bułgarski kompozytor i dyrygent. 

## Życiorys
Studiował w konserwatorium w Bukareszcie. W latach 1901–1903 kształcił się w Liceo Musicale Gioacchino Rossini w Pesaro u Pietro Mascagniego (kontrapunkt i kompozycja). Po powrocie do Bułgarii działał jako dyrygent, przede wszystkim orkiestr wojskowych.

## Twórczość
Uważany jest za twórcę bułgarskiej obyczajowej opery lirycznej. Skomponował 6 oper: Borisław (wyst. Sofia 1911), Gergana (wyst. Sofia 1917), Zapustialata wodenica (wyst. Sofia 1923), Cweta (wyst. Sofia 1925), Kosara (wyst. Sofia 1929) i Ałcek (wyst. Sofia 1930), operetkę Moralisty (wyst. Sofia 1916), 5 operetek dziecięcych, pieśni, utwory fortepianowe, marsze na orkiestrę dętą. W swoich operach nawiązywał do dorobku Giuseppe Verdiego, jednak jego środki harmoniczne i instrumentacja są znacznie uproszczone. Opery Borisław i Gergana są pierwszymi bułgarskimi operami opartymi na tematyce narodowej.